# 바우치군

서포모제주 지도에 표시된 바우치군의 위치

바우치군(폴란드어: powiat wałecki)은 폴란드 서포모제주에 위치한 군으로 군청 소재지는 바우치이며 면적은 1,414.79km2, 인구는 54,639명(2006년 기준), 인구 밀도는 39명/km2이다.
동쪽으로는 비엘코폴스카주 즈워투프군, 남동쪽으로는 비엘코폴스카주 피와군, 남쪽으로는 비엘코폴스카주 차른쿠프트슈치안카군, 남서쪽으로는 비엘코폴스카주 스트셸체드레즈덴코군, 서쪽으로는 호슈치노군, 북서쪽으로는 드라프스코군과 접한다. 5개 지방 자치체(1개 도시, 1개 도시형 농촌, 3개 농촌)를 관할한다.

군기
군 문장